# Julia Spencer-Fleming

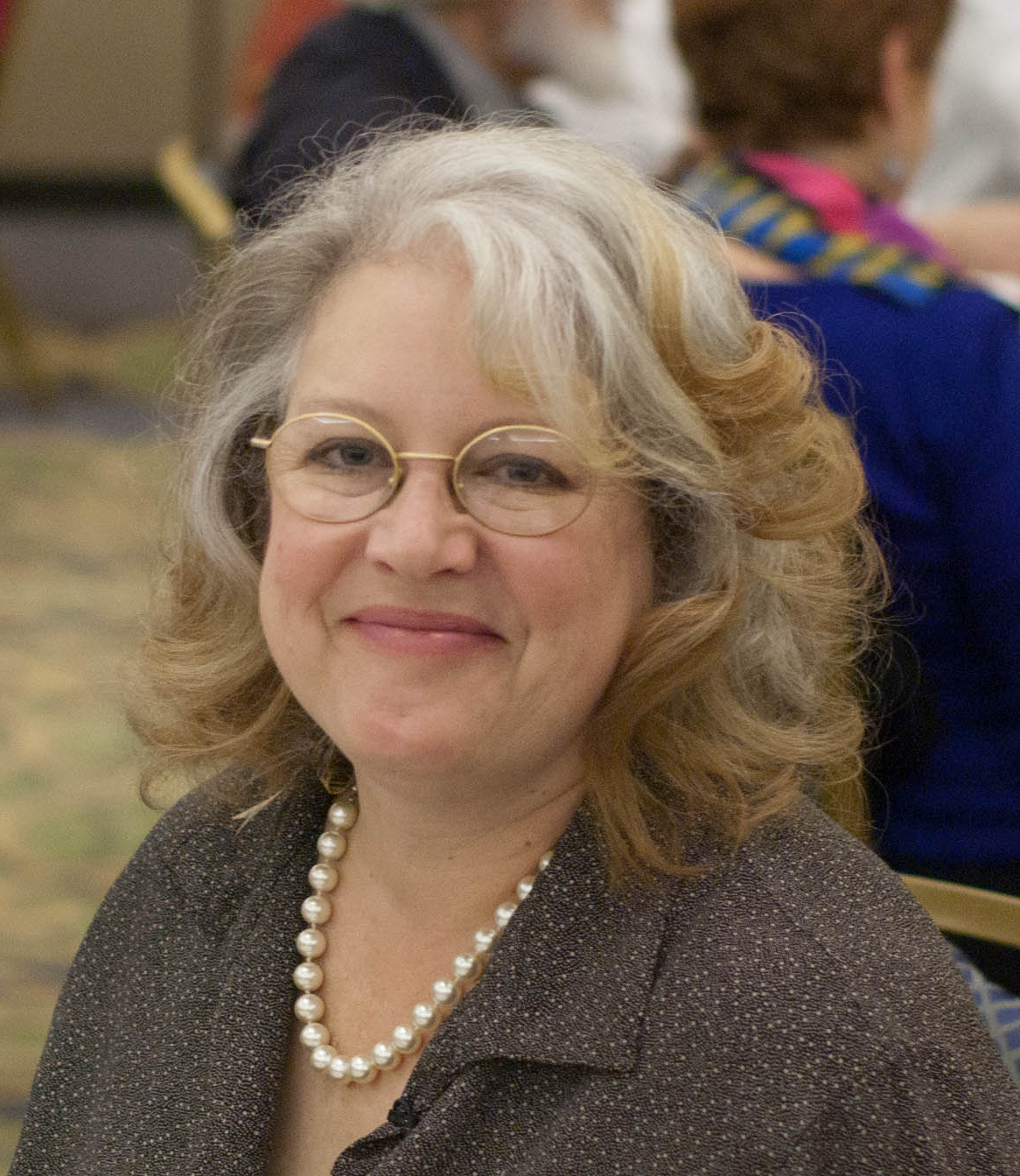
Julia Spencer-Fleming

Julia Spencer-Fleming (* 1961 Plattsburgh Air Force Base in New York) ist eine US-amerikanische Schriftstellerin, die für ihre romantischen Mysterykrimis bekannt ist.

## Leben
Da ihr Vater Soldat war, verbrachte sie die meiste Zeit ihrer Kindheit auf verschiedenen Armeestützpunkten, unter anderem verbrachte die die Familie vier Jahre in Deutschland.
Sie studierte zunächst Schauspielerei und Geschichte am Ithaca College in Ithaca (City, New York) im Bundesstaat New York, danach Jura und promovierte an der University of Maine School of Law in Portland zum Dr. jur.
2001 gewann sie mit ihrem Buchmanuskript In the Bleak Midwinter den St. Martin’s Malice Domestic Best First Traditional Mystery Award und setzte sich gegen mehr als 230 andere Einsender durch. 2002 wurde das Buch veröffentlicht. Seither erscheinen ihre Bücher im Verlag von St. Martin’s.
Nach dem Erfolg ihrer Bücher gab sie die Arbeit in einer Anwaltskanzlei auf und widmet sich ganz der Schriftstellerei. Sie lebt mit ihrem Mann, drei Kindern und einigen Tieren in einem sehr alten Haus außerhalb von Portland.
Ihre bisherigen Krimis bilden eine Reihe um die Pastorin Clare Fergusson und Sheriff Russ Van Alstyne.

## Auszeichnungen
- Agatha Award 2002, Bester Erstlingsroman: In the Bleak Midwinter (dt. Das weiße Kleid des Todes)
- Anthony Award 2003, Bester Erstlingsroman: In the Bleak Midwinter (dt. Das weiße Kleid des Todes)
- Macavity Award 2003, Bester Erstlingsroman: In the Bleak Midwinter (dt. Das weiße Kleid des Todes)
- Dilys Award 2003, In the Bleak Midwinter (dt. Das weiße Kleid des Todes)
- Barry Award 2003, Barry Award/Bester Erstlingsroman: In the Bleak Midwinter (dt. Das weiße Kleid des Todes)
- Nero Wolfe Award 2007, Bester Roman: All Mortal Flesh (dt. Wer mit Schuld beladen ist)
- Gumshoe Award 2007, Bester Roman: All Mortal Flesh (dt. Wer mit Schuld beladen ist)

## Werke
- Das weiße Kleid des Todes. Knaur TB, 2007, ISBN 978-3-426-63788-3 (engl. Original: In the Bleak Midwinter. Thomas Dunne Books/St. Martin’s Minotaur, 2002, ISBN 0-312-28847-6), übersetzt von Stefan Troßbach
- Die rote Spur des Zorns. Knaur TB, 2006, ISBN 3-426-62834-1 (engl. Original: A Fountain filled with Blood. Thomas Dunne Books, 2003, ISBN 0-312-30410-2), übersetzt von Stefan Troßbach
- Die bleiche Hand des Schicksals. Knaur TB, 2007, ISBN 978-3-426-63537-7 (engl. Original: Out of the Deep I Cry. Thomas Dunne Books, 2004, ISBN 0-312-31262-8), übersetzt von Frauke Czwikla
- Das dunkle Netz der Rache. Knaur TB, 2008, ISBN 978-3-426-63538-4 (engl. Original: To Darkness and to Death. Thomas Dunne Books, 2005, ISBN 0-312-33485-0), übersetzt von Frauke Czwikla
- Wer mit Schuld beladen ist. Knaur TB, 2009, ISBN 978-3-426-50312-6 (engl. Original: All Mortal Flesh. Thomas Dunne Books, 2006, ISBN 0-312-31264-4), übersetzt von Frauke Czwikla
- Und verfluche ihre Sünden. Knaur TB, 2012, ISBN 978-3-426-50313-3 (engl. Original: I shall not want. Thomas Dunne Books, 2008, ISBN 978-0-312-33487-1), übersetzt von Frauke Czwikla
- One was a Soldier. Minotaur Books, 2011, ISBN 978-0-312-33489-5 (engl.)
- Through the Evil Days. St. Martins Press, 2013, ISBN 978-0-312-60684-8 (engl.)